# Van Weerden Poelmanweg 1-3
De dubbele woning Van Weerden Poelmanweg 1-3 is een gemeentelijk monument in Soestduinen in de gemeente Soest in de provincie Utrecht.
De arbeiderswoningen werden in 1920 gebouwd voor werknemers aan het tegenover de huizen gelegen pompstation van de Utrechtse Waterleiding Maatschappij.
De nok van het zadeldak loopt evenwijdig aan de weg. De indeling van de huizen is gespiegeld ten opzichte van elkaar. De symmetrische voorgevel heeft twee deuren in het midden met daarnaast een venster met twee halve luiken. Beide huizen hebben een dakkapel.